# Você e Eu (álbum)
Você e Eu é o álbum de estreia do cantor brasileiro Zé Felipe, lançado em 28 de outubro de 2014 pela Sony Music. Em entrevista o cantor afirmou que a ideia inicial era lançar um EP, mas quando se deu conta já tinha 13 canções prontos. "Gosto de música romântica, mas queria um arranjo gostoso, que tivesse a percussão inspirada na música latina. Descobri o bachata, um ritmo dominicano proveniente das favelas que vem ganhando muito espaço em toda a América", afirma o jovem cantor.

## Lista de faixas
| Você e Eu |                          |                                                         |         |  |
| N.º       | Título                   | Compositor(es)                                          | Duração |  |
| 1.        | "Saudade de Você"        | Adair Cardoso                                           | 2:42    |  |
| 2.        | "Cópia Autenticada"      | Paula Mattos                                            | 3:12    |  |
| 3.        | "Você Mente"             | Marquinhos Maraial, Beto Caju, Renato Moreno            | 3:04    |  |
| 4.        | "Vai Ser Gostoso"        | Paula Mattos, Silmara Nogueira, Pedro Viana, Vini Perez | 3:01    |  |
| 5.        | "Você e Eu"              | Bruno César, Eder Brandão, Cabrera                      | 3:16    |  |
| 6.        | "Simbora Mô"             | Marquinhos Maraial, Beto Caju                           | 3:02    |  |
| 7.        | "Tá Bom do Jeito Que Tá" | Ivan Medeiros, Marcelo Melo, Vivi Abreu, Paula Mattos   | 3:10    |  |
| 8.        | "Então Valeu"            | Marco Aurélio, Valéria Costa, Fred Liel, Gustavo        | 3:09    |  |
| 9.        | "Pegação"                | Tonho Copque, Elivandro Cuca, Raimundo Bahia            | 2:58    |  |
| 10.       | "Tá Com Saudade"         | Fred Liel, Mariano, Munhoz, Paula Mattos                | 2:52    |  |
| 11.       | "Pagou a Língua"         | Bruno Caliman                                           | 3:07    |  |
| 12.       | "Roubou Meu Coração"     | Tiago Doidão                                            | 3:30    |  |
| 13.       | "Tô Tô"                  | Tiago Marcelo, Paula Mattos, Diego Kraemer              | 3:03    |  |